# Kluisbergen
Kluisbergen là một đô thị ở tỉnh Oost-Vlaanderen. Đô thị này bao gồm các thị xã Berchem, Kwaremont, Ruien và Zulzeke. Tại thời điểm ngày 1 tháng 1 năm  2006 Kluisbergen có tổng dân số 6.161 người. Tổng diện tích là 30,38 km² với mật độ dân số là 203 người trên mỗi km². Địa danh này nổi tiếng với các đồi, là nơi các cu rơ luyện tập.